# Bha Lêê
Bha Lêê là một xã thuộc huyện Tây Giang, tỉnh Quảng Nam, Việt Nam.
Xã Bha Lêê có diện tích 71 km², dân số năm 2019 là 2.720 người, mật độ dân số đạt 38 người/km².